# Мфанде, Гифт
Гифт Проспер Мфанде (англ. Gift Prosper Mphande; род. 19 ноября 2003, Лусака) — футболист замбийский, защитник клуба «Хапоэль» (Ришон-ле-Цион) и сборной Замбии.

## Клубная карьера
Мфаде начал карьеру в клубе «Атлетико Лусака». Летом 2023 года игрок на правах аренды перешёл в израильский «Хапоэль» (Ришон-ле-Цион). 24 августа в матче против «Ибн Бней Шафарам» он дебютировал в Лиге Леумит. 

## Международная карьера
21 ноября 2023 года в отборочном матче чемпионата мира 2026 против сборной Нигера Мфанде дебютировал за сборную Замбии.